# 超越紙
超越紙（ちょうえつし）とは、表面に珪素化合物（アルコキシシラン）を主成分とした薬剤をコーティングした特殊紙の一種である。紙に耐水性や防汚性、耐熱性などガラスに近い性能を付加することができる。株式会社飾一創業者の岩宮陽子が1997年より開発、同社が商標登録している。木材用として、コーティング剤「超越ウッドコート」も開発されている。

## 利用事例
- 撥水性・耐油性を活かした、非フッ素系食品包装やランチョンマット
- 光透過性を活かした、ランプシェード
- 耐薬品性ラベル
- 医療機関向け紙製シャーレ
- 剥離紙

### 折り紙ヒコーキによる宇宙からの帰還プロジェクト
- 超越紙の耐熱性・耐摩耗性に着目し、東京大学大学院新領域創成科学研究科と日本折り紙ヒコーキ協会、飾一と共同で、宇宙ステーションから地球に向けて超越紙製紙飛行機を帰還させる研究が行われている。2008年1月17日に東京大学柏キャンパスでの風洞実験に成功、2008年3月26日に宇宙航空研究開発機構の第1回「宇宙オープンラボ」に採択された。